# Planqué malgré lui
Pour plus de détails, voir Fiche technique et Distribution.

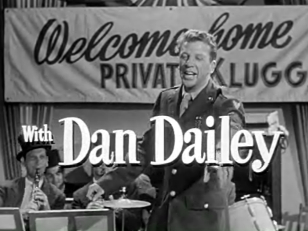

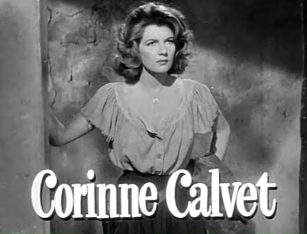

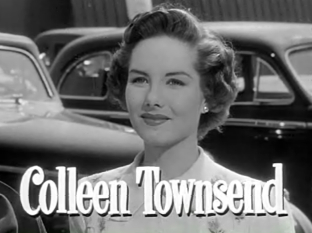

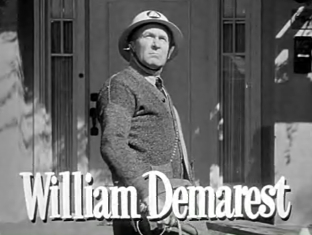

Planqué malgré lui (When Willie Comes Marching Home) est un film américain réalisé par John Ford, sorti en 1950.

## Synopsis
Bill Kluggs est le premier habitant d'une petite ville américaine à s'engager après l'attaque de Pearl Harbor. Mais son régiment tarde à s'engager sur les terrains d'action. Bill est alors considéré malgré lui comme un planqué. Alors qu'il est transféré en Angleterre, le vol se passe mal et il doit sauter en parachute au-dessus de la France occupée. Recueilli par des résistants, il est chargé de transmettre aux alliés un film montrant un V2. Après avoir rempli cette mission, il retourne dans sa petite ville, mais comme il n'en a été absent que quatre jours, personne ne veut le croire…

## Fiche technique
- Titre : Planqué malgré lui
- Titre original : When Willie Comes Marching Home
- Réalisation : John Ford
- Scénario : Richard Sale et Mary Loos (en), d'après une histoire originale de Sy Gomberg
- Direction artistique : Lyle Wheeler, Chester Gore
- Décors : Thomas Little, Bruce MacDonald
- Costumes : Charles Le Maire, William Travilla
- Photographie : Leo Tover
- Son : Eugene Grossman, Roger Heman
- Musique : Alfred Newman
- Montage : James B. Clark
- Production : Fred Kohlmar
- Société de production : Twentieth Century Fox
- Société de distribution : Twentieth Century Fox
- Pays de production :  États-Unis
- Langue originale : anglais, français
- Format : noir et blanc — 35 mm — 1,37:1 — son Mono
- Genre : Comédie
- Durée : 82 minutes
- Dates de sortie : 
  - États-Unis : 17 février 1950
  - France : 14 juillet 1950

## Distribution
- Dan Dailey : William 'Bill' Kluggs
- Corinne Calvet : Yvonne
- Colleen Townsend : Marge Fettles
- William Demarest : Herman Kluggs
- Jimmy Lydon : Charles 'Charlie' Fettles
- Lloyd Corrigan : Major Adams
- Evelyn Varden : Gertrude Kluggs

Et, parmi les acteurs non crédités :
- Luis Alberni : Le barman
- Ann Codee : une tireuse résistante française
- James Flavin : Général Brevort
- Paul Harvey : Brigadier-général Lamson
- J. Farrell MacDonald : Gilby, le pharmacien
- Louis Mercier : Un tireur résistant français
- Alberto Morin : Un tireur résistant français
- Gilchrist Stuart : Un lieutenant britannique
- Charles Trowbridge : Général Merrill
- Peter Julien Ortiz : Pierre, un résistant français

## Chansons du film
- You've Got Me This Way : paroles de Johnny Mercer, musique de Jimmy McHugh, interprétée par Dan Dailey et Colleen Townsend
- Somebody Stole My Gal : musique et paroles de Leo Wood, interprétée par Dan Dailey

## Autour du film
- Tournage du 20 juin au 11 août 1949.
- Recettes : 1 700 000 dollars.
- Film mineur de Ford qui avait pourtant une tendresse particulière pour le film, regrettant de n'avoir pas tourné plus de comédies[réf. nécessaire].

## Récompenses
- Léopard d'or au Festival de Locarno.